# NGC 209
NGC 209 هي مجرة محدبة تبعد حوالي 175 مليون سنة ضوئية من النظام الشمسي تقع في كوكبة قيطس. تم اكتشافها في 9 أكتوبر 1885 من قبل فرانسيس ليفينوورث.

## وصلات خارجية
- NGC 209 على موقع ويكي سكاي: DSS2, SDSS, GALEX, IRAS, Hydrogen α, X-Ray, Astrophoto, Sky Map, Articles and images